# Sinfonisches Kammerorchester Berlin

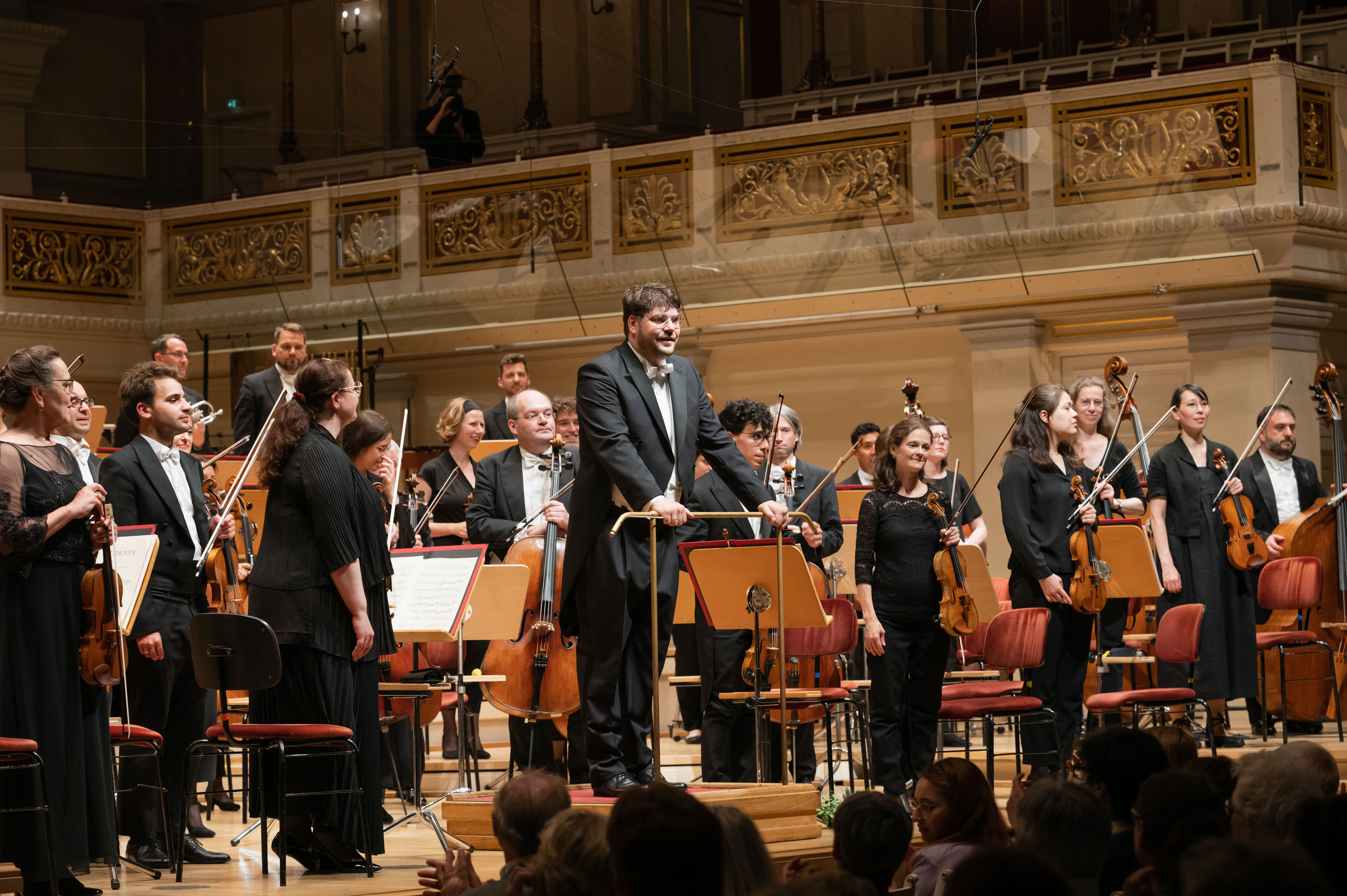
Das Sinfonische Kammerorchester Berlin im Berliner Konzerthaus, 2023

Das Sinfonische Kammerorchester Berlin (SKOB) ist ein Orchester in Berlin. Künstlerischer Leiter ist Thorsten Putscher.

## Geschichte
Das Sinfonische Kammerorchester Berlin wurde 2019 von Michael Netzker, Thomas Hahn, Philippe Perotto und Thorsten Putscher gegründet. Zentrale Idee war es, ein flexibles Ensemble zu schaffen, dessen klangliches Ideal durch einen kammermusikalischen und schlanken Spielstil geprägt ist, der sowohl dem klassisch-romantischen Repertoire als auch zeitgenössischen Werken gerecht wird. Nach Startschwierigkeiten durch die COVID-19-Pandemie nahm das Orchester im Sommer 2021 seine Aktivitäten wieder auf. Neben Konzertkooperationen mit Chören wie dem Max Reger Chor Berlin präsentierte das Orchester eigene Programme.
In der Konzertreihe „Beethoven+“ stellt das Ensemble Beethovens Symphonien Werken zeitgenössischer Komponisten gegenüber. Das Orchester hat bereits  Kompositionen in Auftrag gegeben und uraufgeführt.
In der Saison 2024/2025 gestaltet das Orchester eine dreiteilige Konzertreihe in der Berliner Philharmonie.

## Uraufführungen
Ein Schwerpunkt der Orchesterarbeit ist die Beschäftigung mit zeitgenössischer Musik. Bisher bestritt das SKOB folgende Uraufführungen:
- Thorsten Putscher – Symphonie sacrée – 7 Stelen in memoriam Bernhard Lichtenberg für Solisten, Chor und Orchester. UA  gemeinsam mit dem Max Reger Chor Berlin am 6. November 2021 in der Herz Jesu Kirche Berlin Prenzlauer Berg[7][8]
- Steven Heelein – canto II (... beim ursprung) – Kompositionsauftrag des SKOB, UA am 3. Februar 2023 in der Kaiser Wilhelm Gedächtniskirche[9]
- Thorsten Putscher – Sprachgitter - Gesänge nach Paul Celan – Kompositionsauftrag des SKOB, UA am 15. April 2023 in der Herz Jesu Kirche Berlin Prenzlauer Berg[10]
- Tilo Medek – 1. Sinfonie Eisenblätter (1983) – UA der ungekürzten Fassung am 27. Juni 2023 im Konzerthaus Berlin[11][12]